# T. Lux Feininger
Pour les articles homonymes, voir Feininger.
T. Lux Feininger, né Theodore Lukas Feininger le 11 juin 1910 à Berlin et mort le 7 juillet 2011 à Cambridge, Massachusetts, est un photographe et peintre d'avant-garde germano-américain.

## Biographie

### Origine et enfance
T. Lux Feininger est né dans une famille d'artistes. Son père, le peintre et graveur Lyonel Feininger, né à New York de parents musiciens d'origine allemande, était parti à 16 ans pour étudier en Allemagne et y avait fait carrière, comme artiste et professeur de gravure au Bauhaus de 1919 à 1933, école d'abord installée à Weimar, puis à Dessau. Sa mère Julia Berg (de), née Lilienfeld, avait étudié les beaux-arts à Weimar. Lyonel et Julia Feininger ont eu trois fils, Andreas, qui a été un photographe célèbre, Laurence, qui était musicologue, et T. Lux. Celui-ci a aussi eu deux demi-sœurs, Eleonora - dite Lore Feininger (de), qui fut photographe à Berlin et Marianne, issues du premier mariage de son père avec Clara Fürst (en) pianiste concertiste tuée à Auschwitz.
En 1926, à 16 ans, T. Lux entre au Bauhaus, alors à Dessau, pour étudier la peinture. Il y a notamment comme professeurs Josef Albers, Paul Klee et Vassily Kandinsky. Dans le cadre de l'école, il joue dans le groupe de jazz Bauhauskapelle et fait du théâtre expérimental avec Oskar Schlemmer.

### Photographie et peinture
Sans doute encouragé par son frère aîné Andreas qui s'était construit sa propre chambre photographique, T. Lux se met à la photographie. Avec sa chambre photographique de 9 × 12 cm, il prend en photo la vie des étudiants au Bauhaus. Influencé par le style photographique de László Moholy-Nagy, lui-même professeur au Bauhaus et voisin de la famille Feininger, le style de T. Lux consiste en une fusion entre le photo-journalisme et l'esthétique du Neues Sehen: angles inattendus, gros plans, cadrages serrés.
Par l'intermédiaire de l'agence de presse Dephot (Deutscher Photodienst) à Berlin, T. Lux parvient même à vendre ses photos, qu'il signe du pseudonyme de Theodor Lux, à des journaux et des magazines. En 1929, alors que T. Lux n'a que 19 ans, ses photos sont même exposées dans le cadre de l'exposition internationale Film und Foto (FiFo), qui présente la photographie allemande contemporaine.
T. Lux a aussi pratiqué la peinture et, dès 1929, commence à exposer son travail sous son pseudonyme de Theodor Lux, afin de ne pas devoir son succès éventuel à son nom de famille déjà illustré par son père. Ses premiers sujets montrent notamment un intérêt pour les bateaux à voile, comme son père.
Entre 1930 et 1935, il fait de fréquents séjours à Paris. Puis, en 1936, T. Lux quitte l'Allemagne pour les États-Unis. En effet, la famille Feininger était une cible pour le régime nazi au pouvoir, à cause, d'une part, de l'origine juive de Julia Berg et, d'autre part, de l'art, que les nazis désignent comme « dégénéré » (Entartete Kunst), pratiqué par Lyonel Feininger et les autres membres du Bauhaus.
En 1937, T. Lux a sa première exposition personnelle de peinture, à Manhattan. Ses tableaux représentent notamment des locomotives et des autoportraits.
Quand les États-Unis s'engagent dans la Seconde Guerre mondiale, à la fin de 1941, T. Lux est engagé dans les services de renseignement de l'armée américaine.
En 1947, il commence à signer de son nom ses œuvres peintes, au lieu d'utiliser son pseudonyme. À cette époque, il photographie les trains, les bateaux, les camions et des scènes de rue à Manhattan, mais sans exposer ses photos en public ; il abandonne d'ailleurs la pratique de la photographie dès 1953.
T. Lux, commissionné par son ami l'industriel John M. van Beuren, peint une fresque dans la maison que ce dernier avait fait construire par l'architecte Bertrand Goldberg, près de Morristown, New Jersey. Cette fresque ne sera malheureusement pas conservée quand John M. van Beuren fit construire une autre maison par Ludwig Mies van der Rohe.
Dans les années 1960, T. Lux adopte le style pictural prismatique semi-abstrait de son père et de Kandinsky. Il a continué à peindre jusqu'à la fin de sa vie.
En 1965, T. Lux publie un livre sur son père Lyonel Feininger: City at the Edge of the World, illustré de photos prises par son frère Andreas (éd. Frederick Praeger, New York).
Il a aussi enseigné les beaux-arts, au Sarah Lawrence College à Yonkers (État de New York) et au Fogg Museum des Musées d'art de Harvard à Cambridge (Massachusetts), puis de 1962 jusqu'à sa retraite en 1975, à la School of the Museum of Fine Arts de Tufts University (en) (SMFA), à Boston.
En 1962, le Busch-Reisinger Museum à Cambridge (Massachusetts) donne une exposition rétrospective des photographies de T. Lux. En 2001, le Metropolitan Museum of Art de New York organise une exposition de ses photos intitulée Dancing on the Roof: Photography and the Bauhaus (1923-1929).
En 2006, T. Lux publie Zwei Welten: Mein Künstlerleben zwischen Bauhaus und Amerika aux éditions Mitteldeutscher Verlag, à Halle (Allemagne).
Une exposition de son œuvre peint est organisée en 2010 par la galerie Moeller Fine Art, à New York et à Berlin. En 2011, le musée Kunsthalle de Kiel, en Allemagne, offre une exposition intitulée World Sailor: T. Lux Feininger on His 100th Birthday, qui sera aussi montrée à la Lyonel-Feininger-Galerie - Museum für grafische Künste (de), à Quedlinbourg, en Saxe-Anhalt (Allemagne).
T. Lux Feininger est mort le 7 juillet 2011, à l'âge de 101 ans, à Cambridge (Massachusetts).

### Données familiales
La première épouse de T. Lux Feininger, Jeanne, est décédée peu d'années après leur mariage.
En 1954, il a épousé Patricia Randall. Le couple a eu trois fils : Lucas, Conrad et Charles.

## Expositions
- 11 novembre - 13 décembre 1980 : T. Lux Feininger : photographs of the Twenties and Thirties, Prakapas gallery, New York.
- 14 octobre - 27 novembre 1993 : Bauhaus e razionalismo nelle fotografie di Lux Feininger, Franco Grignani, Xanti Schawinsky, Luigi Veronesi, Galleria Fonte d'Abisso, Milan[9].
- 15 octobre 2021 - 9 janvier 2022 : Lyonel Feininger - La ville et la mer, Musée Jenisch Vevey[10].